# Saverio Gaeta
Saverio Gaeta (ur. 13 grudnia 1958 w Neapolu) – włoski dziennikarz i pisarz katolicki. 
Był absolwentem nauk o komunikacji społecznej. Był redaktorem dziennika „L'Osservatore Romano" i kierownikiem miesięcznika „Jezus". Obecnie pełni funkcję redaktora naczelnego tygodnika „Famiglia Cristiana". 
Jest autorem publikacji o treści religijnej, z których wiele doczekało się przekładów na inne języki.